# カプクル
カプクル（Kapıkulu）は、オスマン帝国において主に軍人として用いられた君主の「奴隷」階層のこと。トルコ語でカプは「門」、転じて「家」を意味し、クルは「奴隷」「下僕」を意味する。
おそらくマムルークなどのイスラム世界伝統の奴隷軍人と同一の起源を持ち、君主直属の兵力として創設されたものである。14世紀後半にまず歩兵のイェニチェリが生まれ、その後、騎兵、砲兵、工兵などが加えられて常備軍団を形成した。
人材ははじめキリスト教徒の戦争捕虜から採用されていたが、15世紀にキリスト教徒の子弟から優秀な青少年を徴集し、イスラム教に改宗させてカプクルに採用するデヴシルメ制度が成立した。デヴシルメ制度で集められた青少年のうち特に優秀な者は、イェニチェリではなく宮廷に入れられてスルタンの小姓となり、小姓の中で台頭して太刀持ちなどの要職を務めたものが州知事や県知事の職に採用されて高級軍人となる仕組みが機能しており、16世紀にはさらにのぼって宰相クラスの要職につくものが多く出た。
17世紀以降、デヴシルメ制度が廃れると、カプクルは単なる軍人官僚階層を指す語になった。